# IC 2641
IC 2641 је појединачна звијезда у сазвјежђу Лав која се налази на листи објеката дубоког неба у Индекс каталогу.
Деклинација објекта је + 9° 23' 57" а ректасцензија 11h 14m 10,6s.